# Chhonhup
Chhonhup (Nepali छोनहुप oder Chhondup) ist ein Village Development Committee (VDC) im Distrikt Mustang im oberen Flusstal des Kali Gandaki.
Chhonhup liegt im äußersten Norden des Distrikts an der Grenze zum autonomen Gebiet Tibet (VR China). Chhonhup liegt nördlich von Lo Manthang und war früher Teil des Königreichs Lo.

## Einwohner
Bei der Volkszählung 2011 hatte Chhonhup 801 Einwohner (davon 365 männlich) in 202 Haushalten.

## Dörfer und Weiler
Chhonhup besteht aus mehreren Dörfern und Weilern:
- Arka (3845 m ⊙)
- Bhankadanda (3860 m)
- Bharma (4160 m)
- Chumjung (4100 m ⊙)
- Garphu (3897 m ⊙)
- Kimaling (3980 m ⊙)
- Namgyal (3860 m ⊙)
- Nhichung (3820 m ⊙)
- Nyamdo (4020 m)
- Phuwa (3922 m ⊙)
- Thingar (3980 m ⊙)
- Tilekheji (3900 m)
- Yachebu (3897 m ⊙)